# Ђурђевдански крст (Крагујевац)
44° 01′ 46″ С; 20° 56′ 15″ И / 44.0293653° С; 20.9374635° И
Ђурђевдански крст је велики крст који је 2010. године подигнут на улазу у Крагујевац. Постављен је као хришћанско обележје града. Налази се на „острву” кружног тока на магистралном путу Баточина–Крагујевац, у приградском насељу Петровац. Висок је 18 метара и највећег распона 11 метара.

## Изглед крста
Ђурђевдански крст је израђен у складу са канонским предањем цркве. Висине је 18 метара и највећег распона 11 метара. У укупну висину улази и постамент висине 2,7 метара. Израђен је од белог ливеног бетона. Са предње стране (из правца Баточине) налази се у барељефу израђено Распеће висине 6 метара, а са задње стране, такође у барељефу, икона Светог Ђорђа, заштитника града, пречника 2,6 метара. Аутор је крагујевачки вајар Зоран Илић.
Крст се налази на кружном „острву” пречника 55 метара, кружног тока на раскрсници „Петровац”, на магистралном путу Баточина–Крагујевац у Крагујевцу (улица Лепенички булевар.

## Историја
Ђурђевдански крст подигао је Град Крагујевац као хришћанско обележје Крагујевца, првог престоног града модерне Србије (1818—1841). Средства за реализацију пројекта планирана су у буџету града Крагујевца за 2010. годину, а постављење је финансирано и из донација. Крст је освештан 21. јула 2010. године. Уз свештенство шумадијске епархије свечано су га освештали патријарх српски Иринеј и епископ шумадијски Јован.
Од самог почетка и одлуке да се постави, крст је тема многих спорења и полемика. Оспоравана је на брзину донета одлука, положај крста магистралном правцу, а за неке је била спорна и естетика објекта. Године 2013. покренут је и судски спор због неплаћених трошкова изградње.
До данас је крст већ постао симбол града. Често има улогу током различитих манифестација, па се, на пример, у оквиру обележавања 17. новембра, Светског дана превремено рођене деце (популарно названог и „љубичасти новембар”) у знак подршке осветљава љубичастом бојом.

## Галерија
- Поглед на крст при уласку у Крагујевац

- Поглед на крст при изласку из Крагујевца